# Ріджан (Марказі)
Ріджан (перс. ريجان) — село в Ірані, у дегестані Джушак, у Центральному бахші, шахрестані Деліджан остану Марказі. За даними перепису 2006 року, його населення становило 161 особу, що проживали у складі 50 сімей.

## Клімат
Середня річна температура становить 12,45 °C, середня максимальна – 30,28 °C, а середня мінімальна – -7,67 °C. Середня річна кількість опадів – 166 мм.
| Клімат поселення                              | Клімат поселення | Клімат поселення | Клімат поселення | Клімат поселення | Клімат поселення | Клімат поселення | Клімат поселення | Клімат поселення | Клімат поселення | Клімат поселення | Клімат поселення | Клімат поселення | Клімат поселення |
| Показник                                      | Січ.             | Лют.             | Бер.             | Квіт.            | Трав.            | Черв.            | Лип.             | Серп.            | Вер.             | Жовт.            | Лист.            | Груд.            |                  |
| Середній максимум, °C                         | 7,79             | 9,08             | 13,45            | 19,01            | 23,40            | 28,74            | 30,28            | 29,56            | 25,96            | 19,83            | 13,91            | 8,24             |                  |
| Середня температура, °C                       | 0,06             | 1,34             | 5,72             | 11,29            | 15,68            | 21,00            | 24,72            | 23,96            | 20,39            | 14,25            | 8,35             | 2,67             |                  |
| Середній мінімум, °C                          | −7,67            | −6,38            | −2,01            | 3,57             | 7,95             | 13,28            | 19,15            | 18,42            | 14,82            | 8,68             | 2,75             | −2,9             |                  |
| Норма опадів, мм                              | 27               | 26               | 33               | 23               | 16               | 2                | 2                | 1                | 0                | 6                | 12               | 18               |                  |
| Середньомісячна швидкість вітру, м/с          | 1.44             | 1.85             | 2.56             | 2.75             | 2.52             | 2.33             | 2.26             | 2.10             | 1.95             | 1.94             | 1.38             | 1.32             |                  |
| Середньомісячна сонячна радіація, кДж/м²·день | 9858             | 13033            | 15693            | 18909            | 22646            | 26643            | 26005            | 24458            | 21445            | 16125            | 11760            | 9561             |                  |
| --------------------------------------------- | ---------------- | ---------------- | ---------------- | ---------------- | ---------------- | ---------------- | ---------------- | ---------------- | ---------------- | ---------------- | ---------------- | ---------------- | ---------------- |
| Джерело:                                      |                  |                  |                  |                  |                  |                  |                  |                  |                  |                  |                  |                  |                  |